# Picross 3D
Picross 3D (立体ピクロス, Rittai Pikurosu en japonais) est un jeu vidéo de puzzle développé par HAL Laboratory et édité par Nintendo, sorti en 2009 sur Nintendo DS. Il reprend le principe du picross et l'adapte à une visualisation 3D. Une suite est sortie sur la console 3DS.

## Système de jeu
À l'origine, le but du picross est de faire apparaître un motif en complétant un quadrillage. Le jeu transpose ce principe en trois dimensions, permettant au joueur de faire apparaître des sculptures à base de cubes.